# スパイキッズ4D:ワールドタイム・ミッション
『スパイキッズ4D:ワールドタイム・ミッション』（スパイキッズフォーディー ワールドタイム・ミッション、原題：Spy Kids 4: All the Time in the World）は、2011年のアメリカのスパイアクション映画。『スパイキッズ』シリーズの第4作である。
本作は3D映画であるが、これに「匂い」を加えた「4D映画」と宣伝された。これはスクリーン上に1〜8の番号が表示された際、映画館入場時配布のカードの番号部分をこする事でその場面の「匂い」を再現するというものである。
今作は第1作公開からちょうど10年となる。前作までの主人公カルメン・ジュニ姉弟のいとこ、マリッサの義理の子であるレベッカ・セシル姉弟が、新「スパイキッズ」として活躍する。

## ストーリー
OSSの敏腕スパイ・マリッサは、出産を機に引退。夫のウィルバーと、彼の双子の連れ子、レベッカとセシル、そしてベビーの5人で暮らしていた。しかし、引退して1年、史上最悪の悪党・タイムキーパーが再び姿を現し、マリッサはOSSに復帰する。マリッサが任務で留守をしている時に悪者が家を襲い、双子たちはスパイロボット犬のアルゴノートと一緒にOSS本部に逃げた。初めてマリッサの正体を知った彼らは、クロノスサファイアを使い時空崩壊を目論むタイムキーパーの野望を阻止するべくスパイキッズとして立ち上がる。

## キャスト
| 役名                               | 俳優                                  | 日本語吹替     |
| ---------------------------------- | ------------------------------------- | -------------- |
| レベッカ・ウィルソン               | ローワン・ブランチャード              | 諸星すみれ     |
| セシル・ウィルソン                 | メイソン・クック                      | 吉永拓斗       |
| マリッサ・コルテス・ウィルソン     | ジェシカ・アルバ                      | 宮島依里       |
| ウィルバー・ウィルソン             | ジョエル・マクヘイル                  | 森川智之       |
| スパイ・ベビー                     | ベル・ソローザノ ジェニー・ソローザノ | こおろぎさとみ |
| アルゴノート（声）                 | リッキー・ジャーヴェイス              | 間宮康弘       |
| タイムキーパー                     | ジェレミー・ピヴェン                  | 山路和弘       |
| カルメン・コルテス                 | アレクサ・ヴェガ                      | 清水理沙       |
| ジュニ・コルテス                   | ダリル・サバラ                        | 常盤祐貴       |
| イサドール・マチェッティ・コルテス | ダニー・トレホ                        | セリフなし     |
| コンピュータ（声）                 | ミシェル・ラフ                        | 田中敦子       |